# Сен-Жермен-ла-Бланш-Эрб
Сен-Жерме́н-ла-Бланш-Эрб (фр. Saint-Germain-la-Blanche-Herbe) — коммуна во Франции, находится в регионе Нижняя Нормандия. Департамент коммуны — Кальвадос. Входит в состав кантона Кан 2-й кантон. Округ коммуны — Кан.
Код INSEE коммуны — 14587.

## Население
Население коммуны на 2010 год составляло 2475 человек.
| 1962 | 1968 | 1975 | 1982 | 1990 | 1999 | 2010 |
| ---- | ---- | ---- | ---- | ---- | ---- | ---- |
| 265  | 232  | 1327 | 1223 | 1615 | 2531 | 2475 |

## Экономика
В 2010 году среди 1705 человек трудоспособного возраста (15—64 лет) 1250 были экономически активными, 455 — неактивными (показатель активности — 73,3 %, в 1999 году было 73,4 %). Из 1250 активных жителей работали 1109 человек (546 мужчин и 563 женщины), безработных было 141 (82 мужчины и 59 женщин). Среди 455 неактивных 222 человека были учениками или студентами, 133 — пенсионерами, 100 были неактивными по другим причинам.